# Виняуду
Ви́няуду (Ви́няудэс; латыш. Vīņaudu ezers; Ви́лциню, латыш. Vilciņu ezers; Ви́няудас, латыш. Viņaudas ezers) — эвтрофное озеро в Страупской волости Паргауйского края Латвии. Относится к бассейну Гауи.
Располагается в 1,5 км юго-восточнее села Плацис, на Идумейской возвышенности в Гауйском национальном парке. Уровень уреза воды находится на высоте 49,3 м над уровнем моря. Акватория вытянута в направлении северо-запад — юго-восток на 0,6 км, шириной — до 0,25 км. Площадь водной поверхности — 10,6 га. Средняя глубина составляет 1,2 м, наибольшая — 1,9 м. Подвержено зарастанию. Дно илистое. Площадь водосборного бассейна — 2,35 км². Сток зарегулирован, идёт на север в Браслу — правый приток Гауи.